# Xã Jackson, Quận White, Arkansas
Xã Jackson (tiếng Anh: Jackson Township) là một xã thuộc quận White, tiểu bang Arkansas, Hoa Kỳ. Năm 2010, dân số của xã này là 419 người.